# Direction générale de la Sûreté nationale (Algérie)
Pour l’article homonyme, voir Direction générale de la Sûreté nationale.
La direction générale de la Sûreté nationale - Police (DGSN), placée sous l'égide du ministère de l'Intérieur, est, comme son nom l'indique, chargée de la direction de la police en Algérie. La DGSN a été créée par décret le 22 juillet 1962, pour succéder à la Direction générale de la Sûreté nationale (France).
Les numéros de téléphone de la police secours en Algérie sont le 17, le 104 et 1548.

## Histoire
La DGSN est créée par décret le 22 juillet 1962, pour succéder à la police française. C’est dans ce contexte que plusieurs écoles de police ont été ouvertes, comme celle d’Hussein Dey en 1962 destinée pour la formation des cadres, de Constantine, de Tlemcen en 1963 et de Sidi Bel Abbès en 1964. À partir 1970, la DGSN a entrepris une politique de modernisation qui a prôné le renforcement de l’appareil de la formation, le recyclage intensif du personnel cadre déjà en fonction, admis à l’École Supérieure de Police pour des stages prolongés ainsi que par l’acquisition des équipements nécessaires.
En 1973, l’élément féminin a intégré les services de la sûreté nationale. Le recrutement de deux promotions successives d’inspectrices de police d’une cinquantaine de femmes, a eu lieu à l’École Supérieure de Police. La police scientifique a connu, elle aussi, un essor caractérisé par la création d’un laboratoire scientifique et de médecine légale installée à l’École supérieure de police et de deux annexes régionales à Oran et à Constantine.

## Organisation

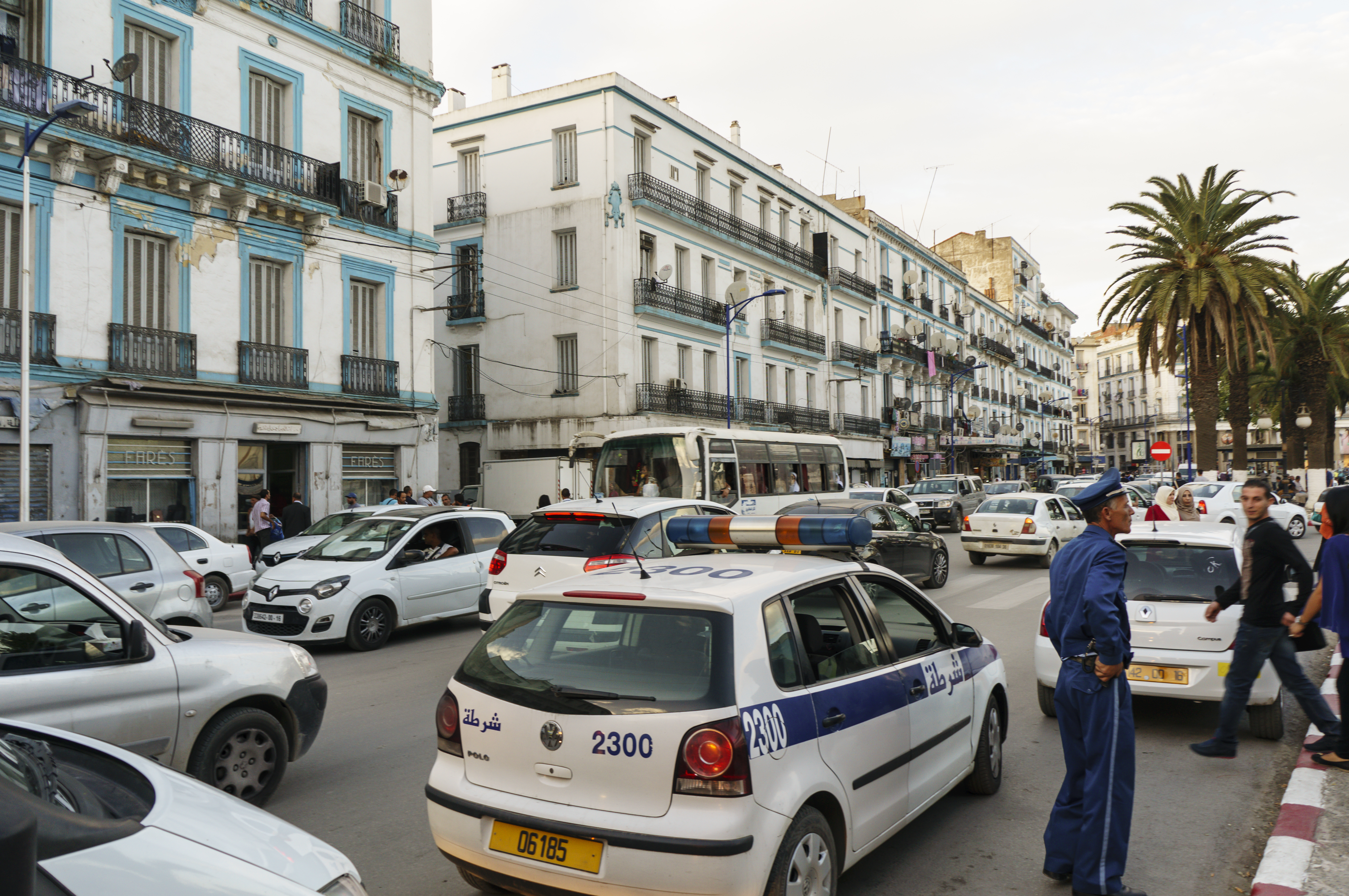
Policier de la sécurité publique

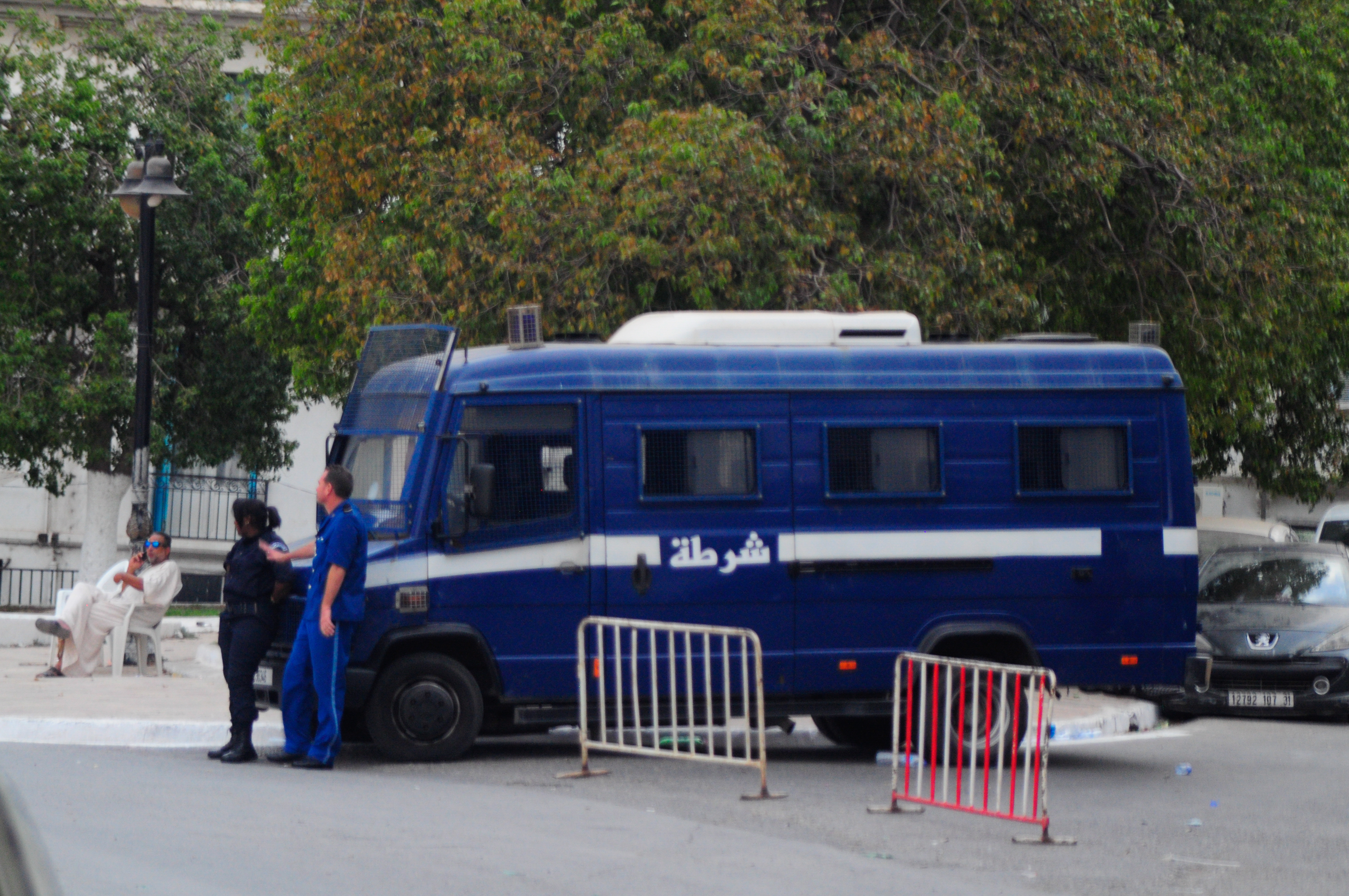
Véhicule des unités anti-émeute de la police algérienne.

Pour mener à bien ses missions, elle s'appuie sur sept grandes directions, trois grands services ainsi que plusieurs unités qui lui sont directement rattachées.

### Directions et sous-directions
- La Direction des Moyens Techniques
- La direction de la sécurité publique. Elle est chargée de la circulation et de la sécurité publique. la lutte contre les infractions routières et la contribution à la fluidité de la circulation sur le territoire de la zone de police. Ceci à l’exception des autoroutes, dont la surveillance incombe à la gendarmerie. Ces tâches se regroupent autour de quatre axes : la mise en œuvre d’actions préventives et répressives en matière de circulation l’intervention des services de police lors de perturbations importantes et inopinées de la mobilité, l’établissement de constats d’accidents de la circulation et réponse aux demandes émanant des autorités compétentes en matière de mobilité et de sécurité routière.
- La Direction des Renseignements Généraux. (DRG), la plus puissante direction marquée par une poignée d'illustres directeurs du temps de l'indépendance (05.07.1962) regroupant les activités politiques, socio-économiques, la collecte et l'analyse du renseignement, analyse de l'opinion publique, des situations de crise, la veille cybercriminalité, et la lutte contre les diverses menaces particulièrement le terrorisme. Parmi ses éminents directeurs, Beldjillali Kamel, Belaifa Mohammed et Boudalia Djillali.
- La direction de la police judiciaire (PJ). Elle est chargée, de constater les infractions à la loi pénale, d'en rassembler les preuves et d'en rechercher les auteurs. Les officiers de la police judiciaire existent depuis l'indépendance avec toutes leurs brigades et en plus de leurs ramifications au niveau des sûretés de daïra (section de police judiciaire), les sûretés urbaines (antennes de police judiciaire).
- La direction des unités républicaines de sécurité. Elles sont chargées du maintien et du rétablissement de l'ordre public, de la sécurité et de la protection des édifices publics. Elle participe aux côtés des autres services de sécurité aux opérations de police de grandes envergures dans le cadre de la lutte contre le crime organisé et contre toute forme d'atteinte a la défense nationale.
- La direction de la police des frontières et de l'immigration (PAF). Elle est chargée de veiller au respect des textes relatifs à la circulation transfrontalière, de lutter conter l’immigration irrégulière sous toutes ses formes (filières, officines de faux documents administratifs), de concourir à la sûreté des moyens de transport internationaux, d'assurer les missions de police aéronautique (sécurité générale des ports et aéroports), de contribuer à l’éloignement effectif des étrangers séjournant irrégulièrement en Algérie.

### Services
- L'Inspection générale de la sûreté nationale (IGSN). Les fonctionnaires de la Police peuvent parfois commettre des erreurs, ou des fautes professionnelles. Dans ce cadre, c'est l'inspection générale de la sûreté nationale qui est saisie. Elle effectue les enquêtes qui lui sont confiées par les autorités administratives et judiciaires.
- Le Service de protection et de sécurité des personnalités (SPS). Il assure la sécurité de personnalités des affaires, de la politique, des médias, du show-business ou du sport à leur domicile ou durant leurs déplacements professionnels et privés.
- Le Service central de la communication et de la presse.
- Le Service central de la santé de l'action sociale et des sports.
- Le Service central de lutte contre le crime organisé (SCLCO).

### Unités dépendant directement du directeur général de la sûreté nationale
- Le Groupement des opérations spéciales de la police (GOSP), créée en juillet 2016, c'est l'unité d'intervention de la police[2].

### Établissements publics à caractère administratif sous tutelle de la Direction générale de la Sûreté nationale
- l'École d’application de la sûreté nationale (EASN)
- l'École supérieure de police (ESP)

### Autres
- La Brigade mobile de la police judiciaire (BMPJ) : Depuis sa création en 1995 dans la tourmente terroriste, la Brigade mobile de la police judiciaire, corps d’élite de la police, a progressivement fait sa mue en menant la lutte contre les différentes criminalités de par sa spécificité de petite unité mobile. Actuellement, elle est chargée de la lutte contre la criminalité multiforme[3].
- La Brigade de répression du banditisme (BRB) : Appartenant directement à la BMPJ elle est l'unité anticriminalité de la police, elle est au contact quotidien du milieu délinquant de voie publique, les policiers de la BRB sont spécialisés dans les interventions à risques en zones urbaines, particulièrement en milieux sensibles[4].
- L'Unité aérienne de la sûreté nationale (UASN) : Elle est chargée principalement de la surveillance et de la régulation du trafic routier et de la recherche des véhicules et des personnes suspects en coordination avec les services concernés et en associant les moyens technologiques, terrestres et aériens, afin de rendre l'intervention des forces de police plus rapide et plus efficace. Ses prérogatives s'étendent également à la couverture aérienne des manifestations et d’événements sportifs[5].
- Les Compagnies d'intervention rapide (CIR) : Ces unités sont situés au niveau des sièges des sûretés de wilaya, ces sections visent à répondre aux situations liées aux troubles de l'ordre public jugées urgentes[6].
- La Police scientifique et technique : Elle vient en support aux enquêtes criminelles du ressort des brigades spécialisées.
- La Brigade de recherche et d'intervention (BRI) : Elle est créée en septembre 2005, la BRI est composé d'un effectif de la police judiciaire formé à ce type d'intervention.
- La brigade de sécurité routière (BSR) vient d’être créée à titre expérimental au niveau de la capitale à l’occasion de la rentrée sociale 2014/2015. L’annonce a été faite par la direction générale de la Sûreté nationale (DGSN). Ces effectifs, qui seront « astreints » au port de l’uniforme, « évolueront à bord de véhicules et motos banalisés », situation qui conférera, un effet de surprise à leur action et modifiera le comportement des usagers qui «se sentiront continuellement surveillés et exposés à une action d’interception de la verbalisation“.
  - La Brigade de lutte contre le trafic illicite des stupéfiants (BLTIS)[7].

## Directeurs
Liste des directeurs généraux de la sûreté nationale :
| Années                        | Commandement             |
| ----------------------------- | ------------------------ |
| 1962 - 1962                   | Mohamed Medjad           |
| 1962 - 1963                   | Mohamed Yousfi           |
| 1963 - 1964                   | Mohamed Tayebi Larbi     |
| 1964 - 1965                   | Mohamed El-Ouassini Yadi |
| 1965 - 1977                   | Ahmed Draïa              |
| 1977 - 1987                   | El Hadi Khediri          |
| 1987 - 1990                   | Abdelmadjid Bouzbid      |
| 1990 - 1991                   | Bachir Lahrache          |
| 1991 - 1994                   | M’hamed Tolba            |
| 1994 - 1995                   | Mohamed Ouadah           |
| 1995 - 2010                   | Ali Tounsi               |
| 2010 - 2018                   | Abdelghani Hamel         |
| 2018 - 2019                   | Mustapha Lahbiri         |
| 2019                          | Abdelkader Kara Bouhadba |
| 24 août 2019 - 16 mars 2021   | Khelifa Ounissi          |
| 16 mars 2021 - 8 janvier 2024 | Farid Zinedine Bencheikh |
| Depuis le 8 janvier 2024      | Ali Badaoui              |

## Grades
Les grades de la police algérienne sont :
- Contrôleur général de police ;
- Contrôleur de police ;
- Commissaire divisionnaire de police ;
- Commissaire principal de police ;
- Commissaire de police ;
- Officier principal de police
- Officier de police ;
- Inspecteur principal de police ;
- Inspecteur de police ;
- Brigadier-chef ;
- Brigadier de police BP ;
- Agent de police

## Moyens

### Armement
De nombreuses armes sont utilisées par les policiers, les suivantes étant les plus courantes :
- Le pistolet semi-automatique Glock 17.
- Le pistolet semi-automatique Beretta 92.
- Le pistolet semi-automatique Caracal.
- Le pistolet semi-automatique Smith & Wesson M&P.
- Le fusil d'assaut AKM.
- Le pistolet-mitrailleur Beretta PMX
- Le pistolet-mitrailleur HK MP5

### Véhicules

#### Motos
Au niveau des motos sérigraphiées, on y retrouve des :
- BMW K1100
- BMW R 1100 RT
- BMW K 1600 GT

#### Voitures
Au niveau des véhicules sérigraphiés, on y retrouve des :
| - Ford Focus - Great Wall Hover - Iveco Daily - Kia Sorento - Mercedes-Benz Vito - Mercedes-Benz Classe G | - Mercedes-Benz Sprinter - Nissan Patrol - Peugeot Rifter - Skoda Fabia - Skoda Octavia - Toyota Land Cruiser | - Toyota RAV4 - Toyota Prado - Volkswagen Caddy - Volkswagen Crafter - Volkswagen Golf V - Volkswagen Polo IV | - Volkswagen Jetta - Volkswagen Polo - Volkswagen Transporter - Volkswagen Passat |

#### Véhicules spéciaux
- BCL M-5
- NIMR ISV

### Moyens aériens
- Agusta A.109
- Aérospatiale AS350 Écureuil

## Voir Aussi